# Lajos Koutny
Lajos Koutny (* 17. Oktober 1939 in Budapest; † 21. Dezember 2022) war ein ungarischer Eishockeyspieler.

## Karriere
Für die ungarische Nationalmannschaft nahm Koutny an sechs Weltmeisterschaften teil. Des Weiteren nahm er mit der Nationalmannschaft an den Olympischen Winterspielen 1964 teil. Dort war er bei der Eröffnungsfeier Fahnenträger der ungarischen Mannschaft. Insgesamt absolvierte Koutny 62 Länderspiele für die ungarische Nationalmannschaft.
Auf Vereinsebene war Lajos Koutny seine gesamte Karriere von 1955 bis 1972 für den Budapesti VSC aktiv. Nachdem er seine Karriere beendet hatte, übernahm er im Anschluss bis 1974 das Traineramt des Klubs.
Lajos Koutny starb am 21. Dezember 2022 im Alter von 84 Jahren.